# Robecchetto con Induno
Robecchetto con Induno es una localidad y comune italiana de la provincia de Milán, región de Lombardía, con 4.320 habitantes.

## Evolución demográfica
| Gráfica de evolución demográfica de Robecchetto con Induno entre 1861 y 2001 |
|                                                                              |
| Fuente ISTAT - elaboración gráfica de Wikipedia                              |